# ماریان ویسنیسکی
ماریان ویسنیسکی (به فرانسوی: Maryan Wisnieski)؛ زادهٔ ۱ فوریهٔ ۱۹۳۷ – ۳ مارس ۲۰۲۲) بازیکن فوتبال و مهاجم اهل فرانسه بود که از سال ۱۹۵۵ تا ۱۹۶۳ میلادی عضو تیم ملی فوتبال فرانسه بوده‌است. وی در ۳۳ بازی ملی حضور داشت و در بازی‌های ملی‌اش ۱۲ گل به ثمر رساند.